# ريان فيلد
ريان فيلد (بالإنجليزية: Ryan Field)‏ هو صحفي رياضي أمريكي، ولد في 1986.